# Публічний реєстр юридичних осіб
Публічний реєстр юридичних осіб — це загальнодоступний довідник певної юрисдикції, у якому реєструються усі організації, що підпадають під цю юрисдикцію.
На відміну від статистичного реєстру, реєстр юридичних осіб виконує функції публічності, контролю та захисту корпоративних прав.
Зазвичай містить офіційну назву, галузь та форму господарювання, юридичну адресу та адреси філій, імена уповноважених осіб та бенефіціарів тощо.

## Розпорядники реєстру
Реєстр ведеться судами (Німеччина, Австрія), окремими відомствами (Companies House у Великій Британії) або урядом (Міністерство юстиції в Україні).
У рамках ініціативи European Business Register Європейська комісія наразі запроваджує єдиний інтерфейс до національних публічних реєстрів Європи.
Громадська ініціатива OpenCorporates створює єдиний інтерфейс доступу до публічних реєстрів організацій усього світу.

## Особливості реєстрів світу

### Ідентифікатор юридичної особи
У різних країнах існують різні формати та назви ідентифікатора юридичної особи. Ось декілька з них:
| Країна          | Назва          | Довжина          | Приклад                         |
| --------------- | -------------- | ---------------- | ------------------------------- |
| Австралія       | ACN / ABN      | 9 цифр / 11 цифр | 005 749 986 / 53 004 085 616    |
| Велика Британія | Company Number | 8 цифр           | 00992897                        |
| Україна         | ЄДРПОУ         | 8 цифр           | 20077720                        |
| Франція         | SIREN / SIRET  | 9 цифр / 14 цифр | 632 012 100 / 632 012 100 00012 |
| Росія           | ОКПО           | 8 цифр           | 00040778                        |

### Відкритість та загальнодоступність
Не в усіх країнах публічний реєстр є загальнодоступним. У деяких країнах обмежуються обсяг інформації, що надається безкоштовно: або кількість полів, або кількість рядків (заборонено масове завантаження даних). У деяких існує можливість завантаження за плату. У деяких реєстр не є публічним зовсім (доступ надається лише окремим категоріям осіб).
Хартія відкритих даних (Open Data Charter) визначає реєстр компаній пріоритетним набором даних, тому все більше країн відкривають ці реєстри у формі відкритих даних.
Існують наступні рейтинги відкритості:
- Open Company Data Index[1] від OpenCorporates
- Global Open Data Index[2] від Open Knowledge
- Open Data Barometer[3] від World Wide Web Foundation та Open Data for development

| Країна          | Можливість пошуку | Можливість масового завантаження                     | Кількість балів у Барометрі — 2015 | 2016 | 2017 |
| --------------- | ----------------- | ---------------------------------------------------- | ---------------------------------- | ---- | ---- |
| Велика Британія | Так               | Так, базові поля + бенефіціари                       | 85                                 | 85   | 85   |
| Україна         | Так               | Так, базові поля та бенефіціари                      | 15                                 | 75   | 60   |
| Молдова         | Так               | Так                                                  | 15                                 |      |      |
| Канада          | Так               | Так                                                  | 95                                 | 100  | 100  |
| Австралія       | Так               | Так                                                  | 95                                 | 95   | 90   |
| Норвегія        | Так               | Так                                                  | 75                                 | —    | —    |
| Тайвань         | Так               | Так                                                  | —                                  | —    | —    |
| Данія           | Так               | Потребує реєстрації та договору про нерозповсюдження | 15                                 | —    | —    |
| Франція         | Так               | Так                                                  | 15                                 | 65   | 95   |
| Росія           | Так               | Ні, не планується                                    | 15                                 | 75   | 5    |
| Словенія        | Так               | Ні, лише за плату                                    | —                                  | —    | —    |
| Індонезія       | Ні, пошук платний | Ні                                                   | 55                                 | 15   | 30   |

## Реєстри у світі

### В Україні
Публічний реєстр юросіб в Україні має назву «Єдиний державний реєстр юридичних осіб, фізичних осіб-підприємців та громадських формувань», або ЄДР. Розпорядник реєстру — Міністерство юстиції через Державну реєстраційну службу. Технічний адміністратор реєстру — ДП «Національні інформаційні системи».
Як ідентифікаційний код ЄДР використовує код ЄДРПОУ, що призначається підприємству Державною службою статистики України. Служба статистики веде паралельний реєстр, що має назву «Єдиний державний реєстр підприємств та організацій України». Відрізняється він тим, що окрім юридичних осіб, він також містить дані про філії організацій. Але не містить інформацію про фізичних осіб-підприємців. Крім того, цей реєстр статистики не є публічним.